# De verstekeling (album Dag en Heidi)
De verstekeling is het zestiende verhaal uit de reeks Dag en Heidi.  Het werd in 1981 uitgegeven door de Standaard Uitgeverij als zesde album uit een reeks van zestien. 

## Personages
- Dag
- Heidi
- Kapitein Sven
- Mevrouw Sanson
- Leila
- Bjorn
- Claus
- Dirk
- Mark
- Hans

## Verhaal
Dag gaat met zijn pleegvader kapitein Sven mee werken op diens schip als scheepsjongen. Het is een vaart waarbij zowel goederen als passagiers zullen worden vervoerd. Heidi moet bij tante Karin en Inga blijven, maar daar voelt ze eigenlijk niets voor. Ze slaagt er in om zich onder de passagiers te mengen en verstopt zich in het ruim. Hier hoort ze een gedeelte van het gesprek van twee matrozen die op zoek zijn naar waardevolle spullen. Ze probeert Dag te vinden en als ze een blonde knaap ziet, denkt ze haar broer te hebben gevonden. het blijkt echter Bjorn te zijn, de andere scheepsjongen. Heidi rent in paniek weg en komt in de kajuit van de oude en rijke mevrouw Sanson terecht. Heidi vertelt de dame dat ze een verstekeling is en op zoek is naar haar broer Dag. De dame is erg vriendelijk voor Heidi en biedt haar eten en een bed aan, hetgeen het meisje in dank aanneemt.
Als Heidi ligt te slapen, gaat mevrouw Sanson op zoek naar Dag. Ze vindt hem op het dek en vertelt hem van zijn zusje. Dag besluit om de volgende dag Heidi te gaan opzoeken en daarna oom Sven op de hoogte te brengen. De twee matrozen die Heidi eerder in het ruim had gezien, zijn de kajuit van mevrouw Sanson binnengedrongen. Ze heten Claus en Dirk die uit zijn op waardevolle spullen. Ze vinden het juwelenkistje, maar Heidi wordt wakker door het rumoer. De dieven ontvoeren Heidi en sluiten haar op in het ruim. Het kistje verbergen ze in een van de reddingssloepen. De volgende ochtend klopt Dag al vroeg aan bij mevrouw Sanson om zijn zusje te bezoeken. Ze vinden er echter een leeg bed. Dag waarschuwt meteen zijn oom Sven. Heidi wordt al snel gevonden door Dag. Ze vertelt van de mannen die haar hadden opgesloten en ook een kistje hadden gestolen. Maar omdat de boeven hun gezichten hadden bedekt met kappen zou ze hen niet kunnen identificeren. Heidi mag de rest van de reis bij mevrouw Sanson logeren.
Als Heidi op een nacht niet kan slapen wegens maagklachten, stuurt mevrouw Sanson het meisje naar het dek om frisse lucht te happen. Daar vindt ze de boeven Dirk en Claus die de wacht dronken hebben gevoerd om het verstopte kistje ongemerkt terug te vinden. Als ze hun stemmen hoort, herkent ze hun. Ze roept heel hard. De dieven willen haar het zwijgen opleggen, maar Dag kan tussenbeide komen. Als kapitein Sven samen met mevrouw Sanson komt kijken, probeert Heidi haar pleegvader te overtuigen dat Dirk en Claus de dieven zijn hoewel ze dit niet kan bewijzen. De kapitein wil zeker zijn en maant iedereen aan om te gaan slapen. Dag gelooft zijn zusje wel en blijft er over piekeren hoe hij zijn zusje kan helpen. Hij kan de slaap niet vatten en gaat naar het dek om even te kunnen uitwaaien. Daar ziet hij hoe Claus en Dirk zich klaar maken om een reddingssloep te nemen. Voor Dag om hulp kan roepen, knevelen ze de jongen en nemen hem mee in de sloep. 
De wacht die in slaap was gevallen door toedoen van de boeven, merkt dit echter op. Schuldbewust vertelt hij alles aan de kapitein. Er wordt meteen een klopjacht ingezet om de boeven te vinden en Dag uit hun klauwen te bevrijden. Dag die de boeven alleen hebben achtergelaten, heeft echter zichzelf weten te bevrijden en volgt de boeven om te zien wat ze met het gestolen kistje van plan zijn. Hij begrijpt echter niet dat Mark en Claus het kistje zomaar weg gooien. Achteraf blijkt dat het kistje leeg was. Dag wordt terug door de boeven overmeesterd, maar uiteindelijk gevonden door Bjorn en een andere matroos Mark.
Hoe het kwam dat het kistje leeg was, was omdat Leila, de gezelschapsdame van mevrouw Sanson, de juwelen in bewaring had gegeven bij de kapitein. Als Leila echter eens op haar eentje van boord wil gaan, wordt ze in het oog gehouden door bootsman Hans. Hij doet dit in opdracht van de kapitein. Leila kan hierdoor haar plan niet uitvoeren. Het vermoeden van kapitein Sven over Leila blijkt te kloppen. Hij had de juwelen die Leila in bewaring had gegeven laten keuren en ambtenaren van de valsheid hiervan op de hoogte gebracht. Als mevrouw Sanson bevestigt dat de in bewaring gegeven juwelen vals zijn, controleren de ambtenaren de tas van Leila. Ze ontdekken dat de tas een dubbele bodem heeft en vinden daarin de echte juwelen. Leila had deze willen verkopen, maar dat was niet gelukt omdat ze in het oog werd gehouden door Hans. Mevrouw Sanson is diep geschokt als Leila wordt afgevoerd wegens diefstal. Ze kan maar moeilijk geloven dat het meisje dat ze echt als een vriendin beschouwde haar zo had willen bedriegen.